# 冈仁波齐峰

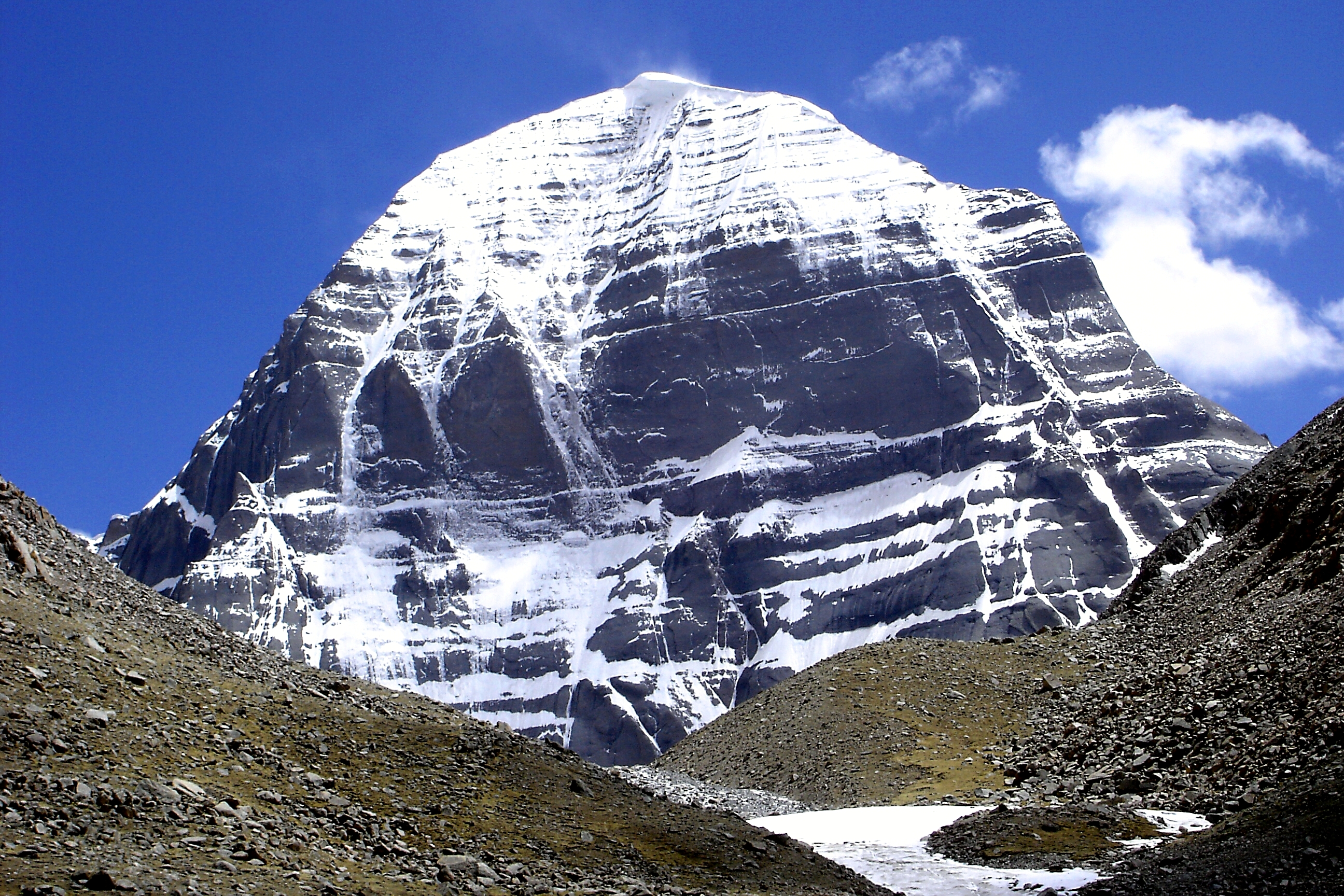
冈仁波齐北壁

冈仁波齐峰（藏語：གངས་རིན་པོ་ཆེ，藏语拼音：Kangrinboqê），又称凯拉什山，是冈底斯山脉的第二高峰，海拔6638米，位于中國西藏普兰县巴嘎镇境内，其南面是圣湖玛旁雍错和拉昂错，北麓是印度河上游獅泉河的發源地。
冈仁波齐峰的高度有6638米、6650米、6656米、6714米等说法，这几种海拔基本都是20世纪初期西方及印度探险家测量的英尺数值转换所得，但至今未见中国主管部门正式发布对其的当代测定数据。在近二、三十年中国官方核准出版的地图上，冈仁波齐的海拔既有标6638米也有标6656米。中国科学院青藏高原研究所国家青藏高原数据中心2022年发布的《“中国数字山地图”数据集（2015）》中的冈仁波齐峰海拔标为6638米，这也是中国科研部门当前普遍采用的冈仁波齐峰高程数据。

## 名称
藏语“冈”：雪、雪山；“仁波齐”=“仁波切”：珍宝、珍贵的—— “冈仁波齐”即意为“珍贵的雪山”。西藏人也常称冈仁波齐峰为“底斯”或“冈底斯”。一种观点称“底斯”来自梵语，是“雪山”之意，“冈底斯”这个藏梵组合词可以理解为“大雪山”；另一种观点则认为“底斯”是象雄语“水神”之意。
其西文名“凯拉什”（Kailash或Kailas）源于梵语“kelasa”（“水晶”）。

## 宗教意义
冈仁波齐峰是四个古老宗教——苯教、印度教、耆那教、佛教共同的圣山，也是藏区最重要的神山。西藏的本土宗教——苯教（亦译作“本教”）就发源于冈仁波齐峰周边。在远古年代，冈仁波齐已是原始本教的神山，而本教“三界宇宙观”的中心就是冈仁波齐。印度教认为冈仁波齐是主神湿婆的居所，他与妻子帕尔瓦蒂及孩子们住在这里。耆那教认为其初祖勒舍婆就是在冈仁波齐前面的Ashtapad（意为“八层”）山上苦修多年后得道的。佛教认为冈仁波齐是象征宇宙中心的“须弥山”，藏传佛教密宗认为五大本尊之一的“胜乐金刚”（也称“上乐金刚”）就居住在冈仁波齐山上，是其“身坛城”。
在较晚的《米拉日巴传》中，有着藏传佛教噶举派大师米拉日巴与本教（苯教）的那若本琼斗法，争夺冈仁波齐神山归属权的故事。但也有学者指出，在早期的《米拉日巴传》中并没有他与那若本琼在冈仁波齐斗法的内容，认为这些故事是后人的“演绎”，甚至只是模板化杜撰出来的故事。
出於虔誠信仰和洗清罪孽、积累福报的目的，上述各種宗教都有不少信徒不辭艱辛，從四面八方跋山涉水來到在此处朝聖、转山。以致岡仁波齊峰常年朝聖者絡繹不絕（參見藏傳佛教的朝聖），成為名副其實的“多重”宗教聖地。

## 旅游开发
冈仁波齐及玛旁雍错由中国的“西藏旅遊股份”取得长期的商业经营权，将其运营成“阿里神山圣湖景区”。除了藏族人，其他外来人到此转山（冈仁波齐）或转湖（玛旁雍错）均需购买门票。
神山（冈仁波齐）与圣湖（玛旁雍错）的门票是分开的，票价均为150元人民币。

## 转山

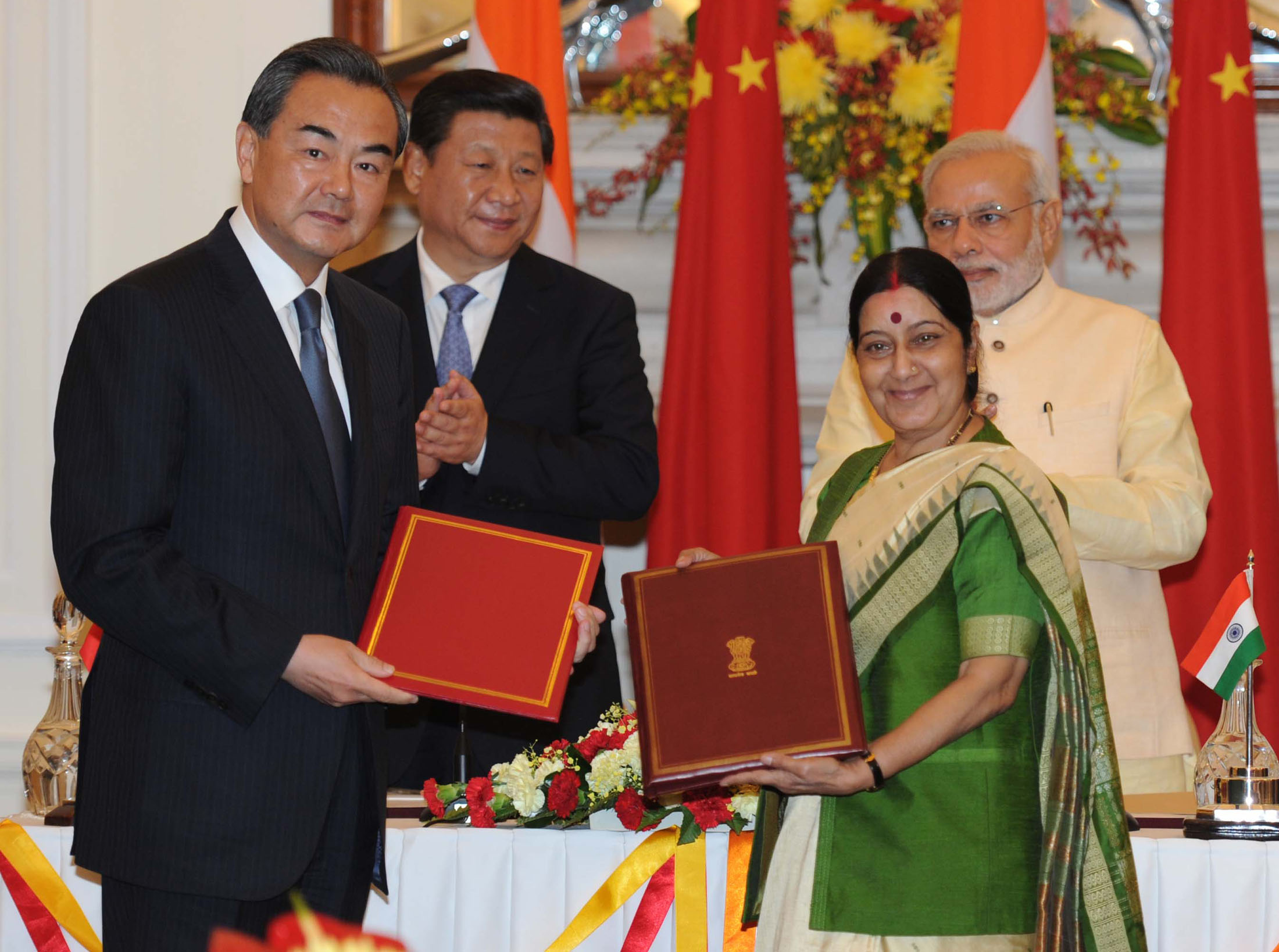
2014年9月18日，中國外長王毅與印度外長蘇什瑪·斯瓦拉杰簽署諒解備忘錄，中方開放一條新的進入西藏自治區的印度教徒朝聖之路。

冈仁波齐转山与转佛塔、转寺庙、转圣城、转圣湖一样——以绕行圣物、圣地的仪式，来消除恶业、积累福德，是一种朝圣活动。佛教徒和印度教徒以顺时针方向（右旋）转山，而本教（苯教）信徒则以逆时针方向（左旋）转山。
冈仁波齐适合转山的季节通常在每年的5月至10月。转山路线分为外转和两个被称为内转的线路：习惯上只有完成外转十三圈才有资格进入内转。
冈仁波齐被认为是藏传佛教密宗五大本尊之一的“胜乐金刚”的居所，而冈仁波齐神山旁的每座山峰几乎都有名字，多数称之为某某神明的宫殿或雕像。转山路沿途还有大量的圣迹与典故，所以冈仁波齐周边是不折不扣的“众神之地”。有说法称，以冈仁波齐为中心，与四周的群山组成了一个天然的坛城，转一次神山也等同转了一圈坛城。笃信业报轮回的朝圣者，视转一圈冈仁波齐是体验一次从今生到来世的过程，期望洗清今世罪孽，积累福报，获得更好来生。虔诚者甚至以15天一圈的磕长头方式转山，以求更能利益众生。
印度教徒經典西藏朝聖路線「冈仁波齐峰-玛旁雍錯朝聖之路」以往只能經里普列克山口，2015年起開放乃堆拉山口。

### 路线
- 外转：冈仁波齐外转路线全长约52千米。线路自南坡的塔尔钦（海拔4675米）出发，从主峰西南南、西、北坡沿拉曲河谷而上，经过经幡广场（海拔4740米）、曲古寺（海拔4860米）、止热寺（海拔5080米）、天葬台（海拔5370米）等地点后，翻跃主峰东北侧、海拔5648米的卓玛拉山口，沿位于主峰东坡的门曲峡谷下降，经托吉措、尊珠普寺（海拔4835米）、宗堆后回到塔钦[7][4]。

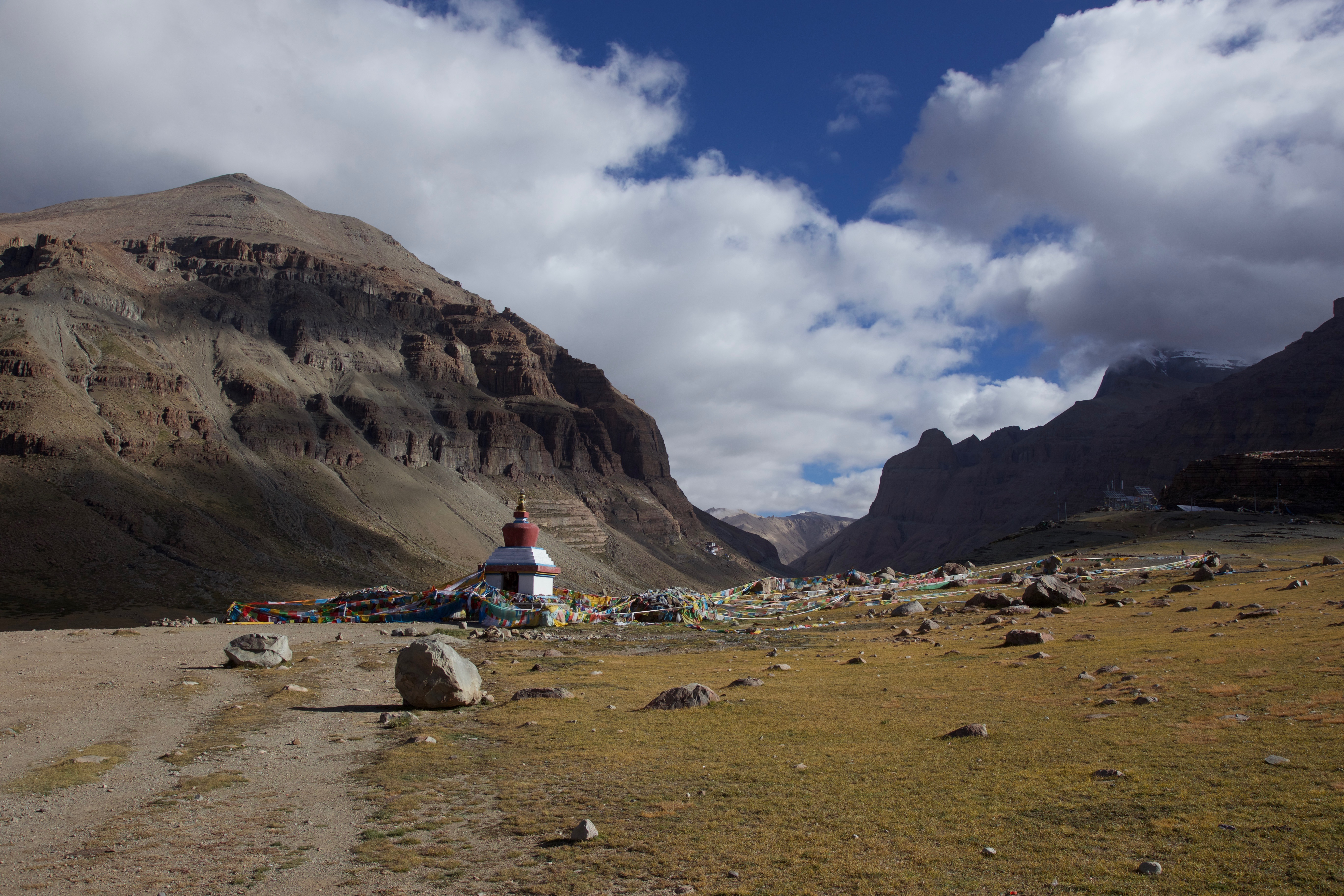
西侧河谷的经幡广场
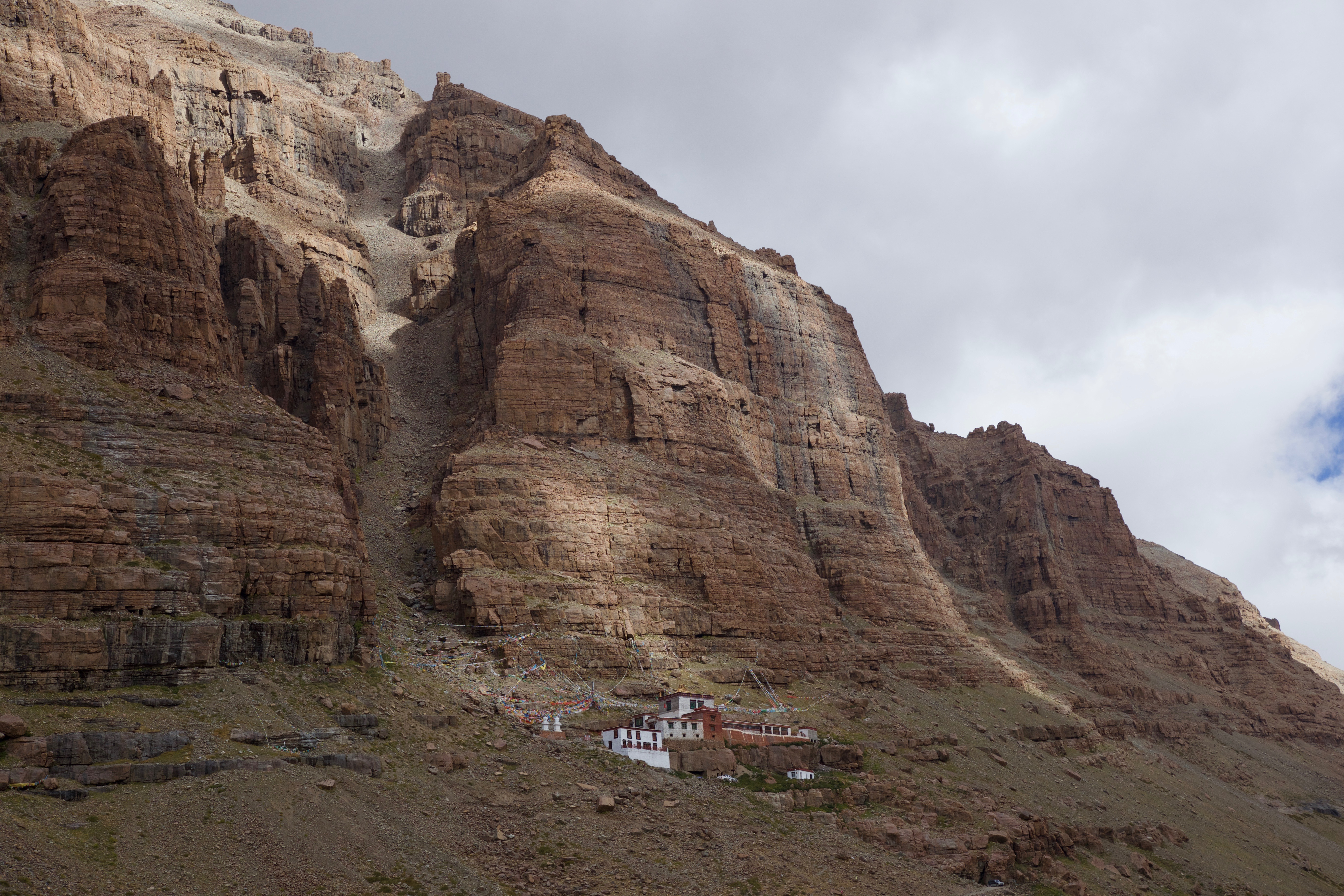
曲古寺
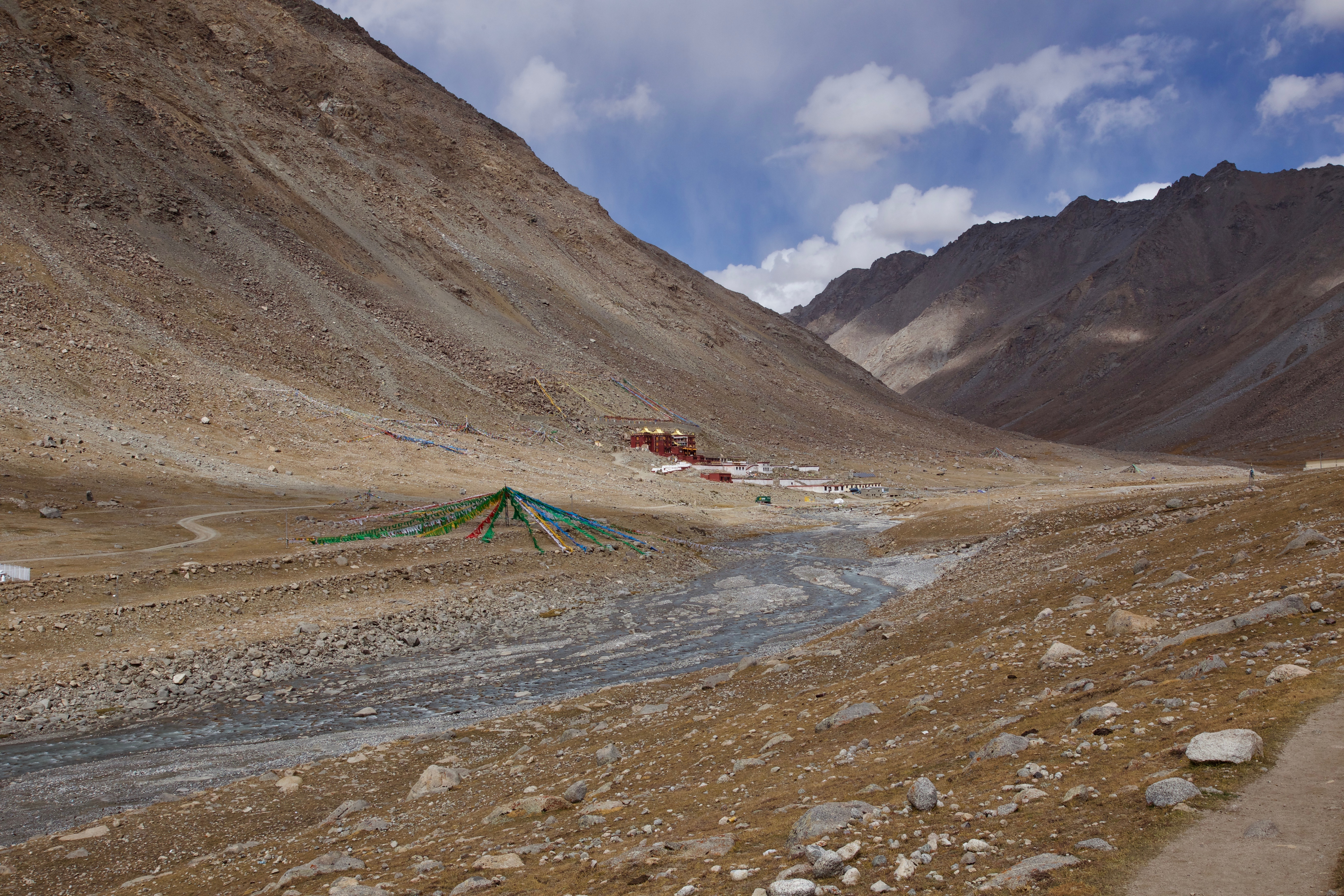
止热寺
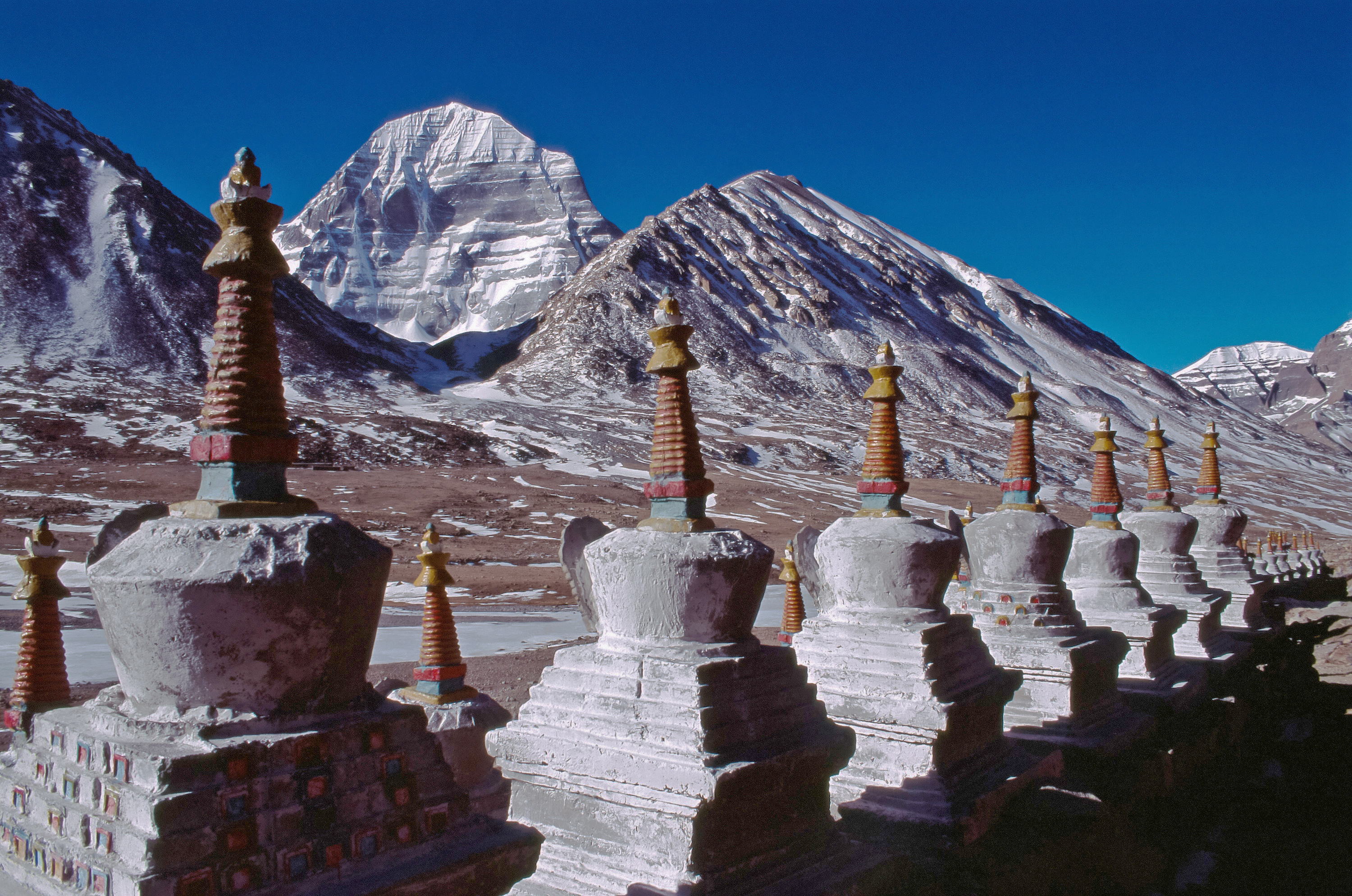
从天葬台眺望冈仁波齐北坡
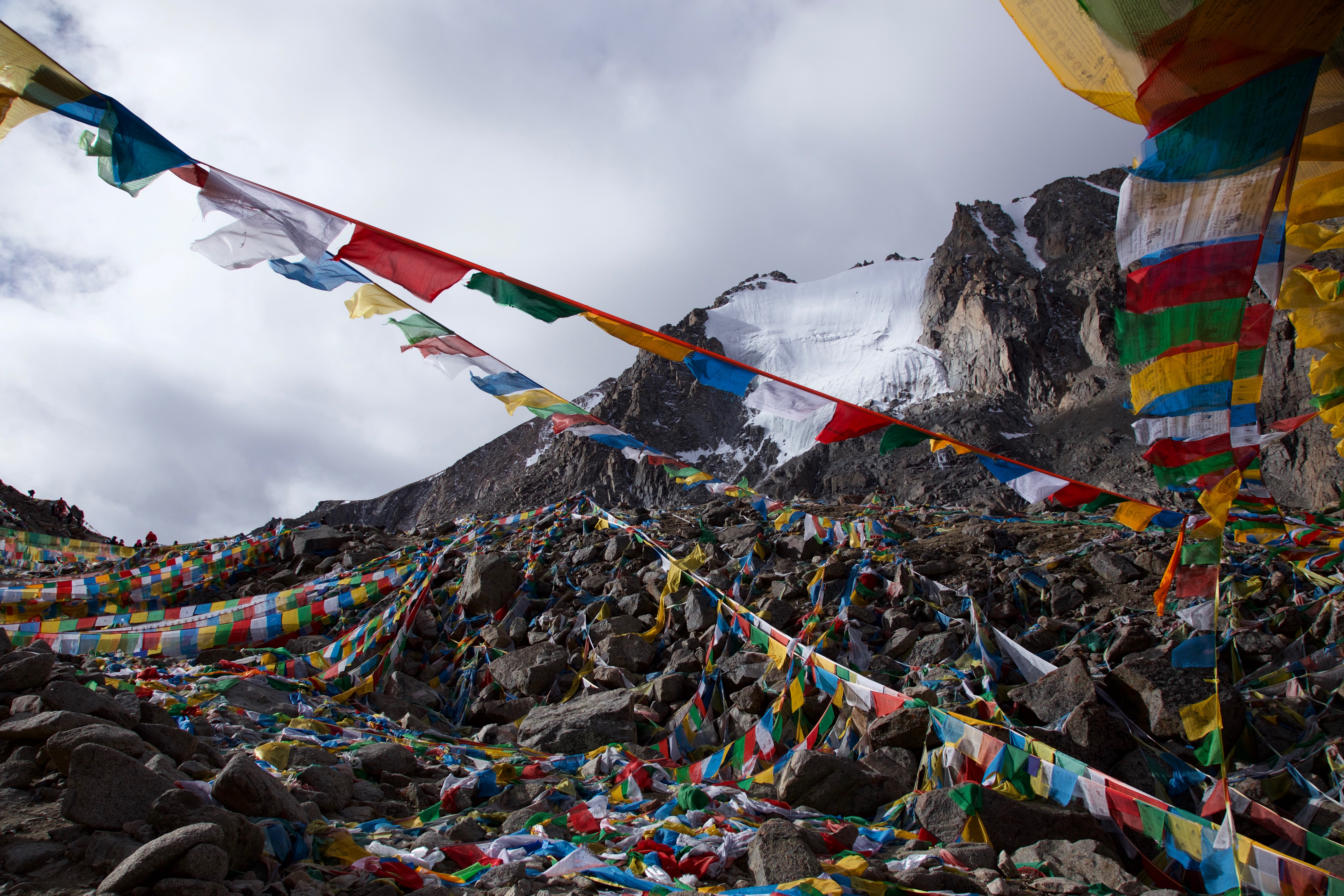
卓玛拉山口

- 空行母密道内转：空行母密道在藏传佛教中又被称为“内转”，位于冈仁波齐外转路线西北角，是通过翻跃更靠近主峰、海拔5675米的康卓桑姆垭口而非卓玛拉山口的近道[7]。该道路程短但是道路险，难度系数大。
- 因揭陀山内转：围绕冈仁波齐前峰因揭陀山（海拔5979米）的路线又被俗称为“内转”，总长28公里。线路塔尔钦出发向北上坡、经色龙寺（5020米）到达因揭陀山南坡，后逆时针沿因揭陀山，攀登悬崖到达冈仁波齐主峰岩壁下的“十三经塔”，然后翻跃主峰和因揭陀山间的山口（最高海拔5860米），沿因揭陀山东坡下降后回到色龙寺，折返回塔钦途中可向东绕行经过江扎寺（海拔5060米）[7][4]。

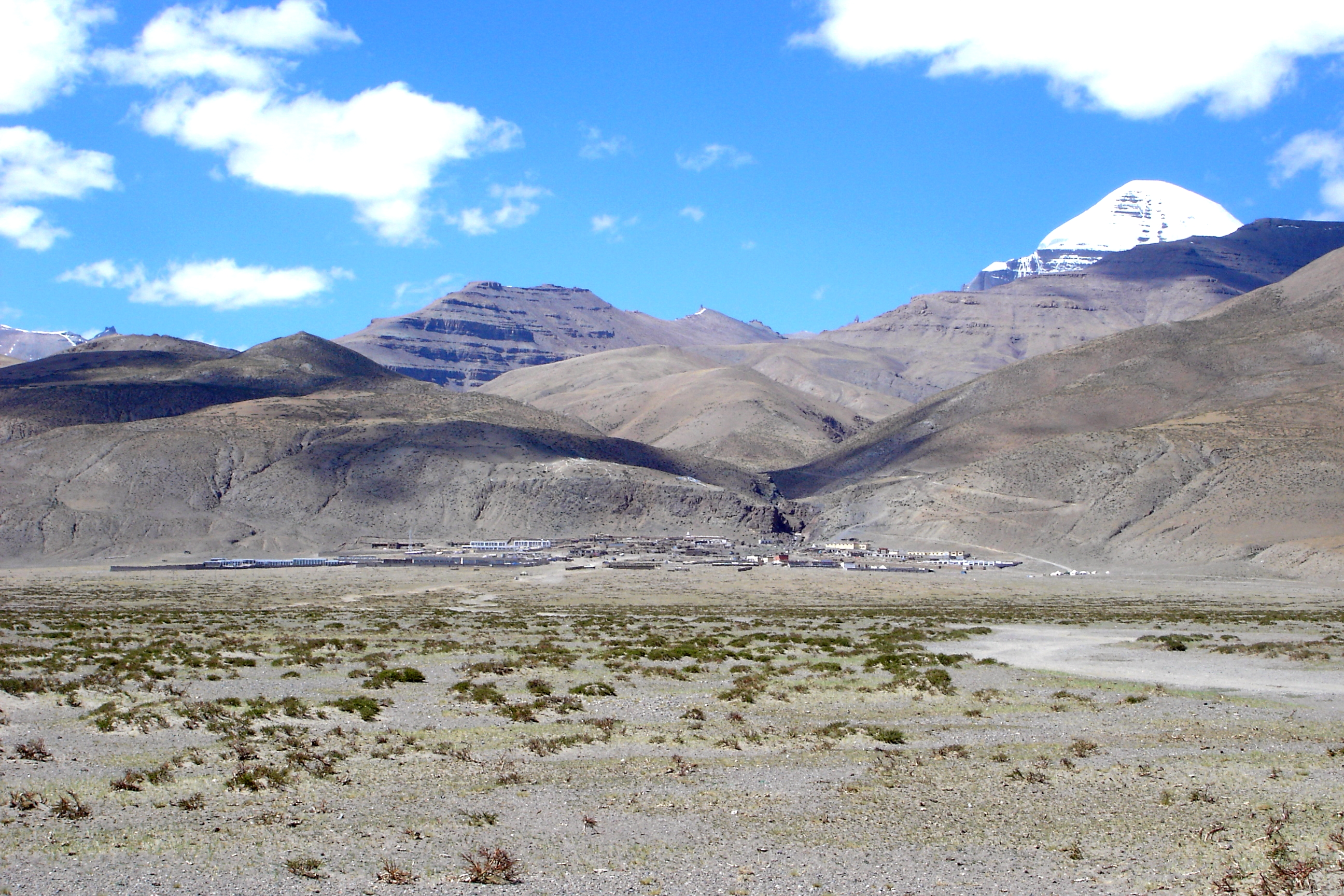
因揭陀山内转线从塔尔钦东北侧的河谷边坡上山开始
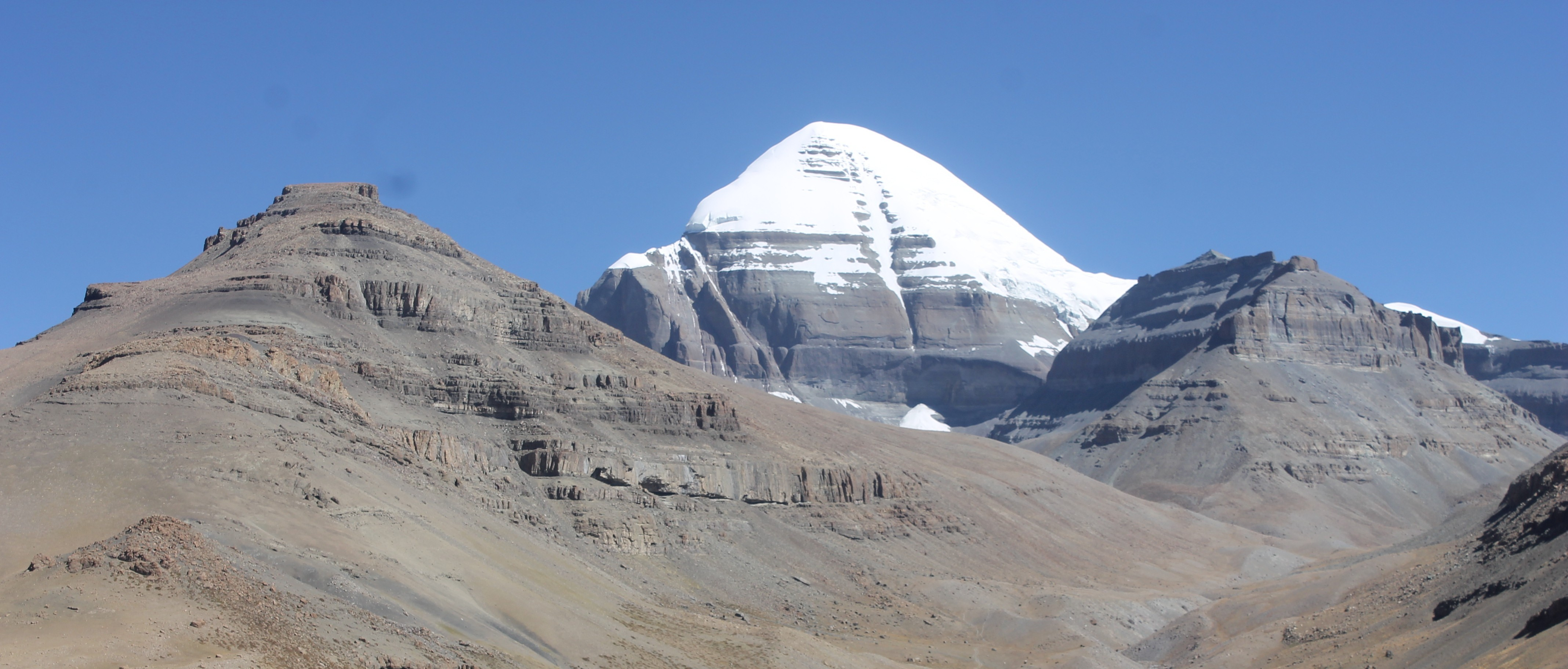
冈仁波齐主峰和右前方的因揭陀山

## 登顶尝试
1985年，被誉为“登山皇帝”的意大利登山家莱茵霍尔德·梅斯纳尔得到了冈仁波齐峰的登山许可。经过现场勘察后，梅斯纳尔认为冈仁波齐峰完全有攀登的可行性，优秀的登山者能轻松应对。但他觉得使用冰爪、冰镐这些登山装备去“征服”这座独特魅力的宗教圣山是对神明的亵渎，所以梅斯纳尔主动放弃攀登，而沿着转山路绕神山转了两圈。
而在2001年，西班牙登山家耶稣·马丁内斯·诺瓦斯 (Jesus Martinez Novas) 得到中国政府的许可，计划攀登冈仁波齐峰，但他在其他国际登山者的广泛抗议下放弃了此计划。
梅斯纳尔在接受采访，对此事发表意见说：“如果我们征服了这座山，那么我们就征服了其他人灵魂中的一些东西。我建议他们去爬一些更难的山，凯拉什（冈仁波齐峰）没有那么高、也没有那么难。”(If we conquer this mountain, then we conquer something in other people's souls. I would suggest they go and climb something a little harder. Kailash is not so high and not so hard.)
作为佛教、耆那教、印度教、苯教信徒共同崇拜的聖山，冈仁波齐峰在人們心中神聖不可侵犯的精神價值，致使这座山峰至今保持著無人攀登、沒被污染的純潔無瑕風貌。